# グラップラー刃牙
『グラップラー刃牙』（グラップラーバキ）は、板垣恵介による日本の格闘漫画。『週刊少年チャンピオン』（秋田書店）に連載された。第1部はOVA化、TVアニメ化されている。続編として『バキ』、『範馬刃牙』、『刃牙道』、『バキ道』、『刃牙らへん』があり本項ではこれらも併せて解説する。
2024年5月時点で単行本のシリーズ累計発行部数は1億部を突破している。

## 概要
地下闘技場の最年少チャンピオン範馬刃牙と、刃牙の父親であり地上最強の生物と謳われる範馬勇次郎を中心とした様々な格闘家との闘いが織り成す長編格闘ドラマ。
伝統武術における流派同士の決闘・試合（他流試合）や異種試合・異種格闘技戦にモチーフを得ている。通常の格闘技の試合のみならず様々な条件下での死闘が数多く描かれており、本作の持つ「『地上最強』は誰か？『地上最強』とは何か？」のテーマに深みを持たせている。作者は本作を「闘いのテレクラだ!!」と称した。登場するほとんどの格闘家は「地上最強」を目指して闘い続けているが、主人公の刃牙だけはあくまで勇次郎を超えることのみを目標としており「地上最強」を目指してはいない。これは作者も途中で気づいて驚いたとのこと。
外伝作品として『バキ外伝 疵面-スカーフェイス-』『バキ外伝 創面（きずづら）』（原作：板垣恵介、作画：山内雪奈生）『バキ外伝 拳刃（けんじん）』（原作・構成：板垣恵介、原作協力：浦秀光、作画：宮谷拳豪）『バキ外伝 烈海王は異世界転生しても一向にかまわんッッ』（原作：猪原賽、原案：板垣恵介、作画：陸井栄史）、『バキ外伝 ガイアとシコルスキー〜ときどきノムラ 二人だけど三人暮らし〜』（原案：板垣恵介、漫画：林たかあき）、夢枕獏の小説のコミカライズ『漫画 ゆうえんち-バキ外伝-』（原作：夢枕獏、原案：板垣恵介、作画：藤田勇利亜）、『バキ外伝 花のチハル』（原作：板垣恵介、漫画：尾松知和）などがある。

## あらすじ

### 第1部 グラップラー刃牙
1994年にOVA化、2001年にはテレビアニメ化されている。全42巻。3つの編から成る。
地下闘技場編
物語の導入部分にあたり、東京ドームの地下に存在する地下闘技場で極秘に行われる格闘試合を描く。普段は平凡な17歳の高校生だが、地下闘技場では無敗のチャンピオンとして君臨する主人公・範馬刃牙。彼に挑戦する鎬兄弟やマウント斗羽との試合が行われたほか、愚地独歩対範馬勇次郎戦なども描かれている。
幼年編
地下闘技場編の4年前の時系列である中学生時代の刃牙の戦いを描く。「母」というテーマが大きな核となっており、死に逝く母のために最強の地位を通したい花山薫に、母の愛を求めるために父に勝負を挑む刃牙。父としての範馬勇次郎の人間像や、朱沢江珠の女と母の間での葛藤が描かれた。また、戦いの中で互いの「絆」を見い出し、それを糧として自らを鍛え上げる刃牙の思想も具体的に描かれる。戦いの舞台は、闘技場での試合ではなく屋外。ヤクザ界最強の喧嘩師花山薫や、ガイア率いる軍隊、野生動物の夜叉猿など、より強い者と戦いたいという刃牙の姿勢がうかがえる。
最大トーナメント編
刃牙と、世界中から集められた選手達（登場人物参照）によるトーナメント戦。開会式の入場シーンは通常連載の倍以上のページを使って全選手を紹介、全試合をダイジェスト化することなく描ききった。途中で夜叉猿Jr.などのリザーバー選手や、勇次郎の乱入など、予測を覆す展開も。第1部は全編最強に対する問いがなされているが、特に最大トーナメント編では多くの戦いの中にその主題を盛り込んでいる。

#### グラップラー刃牙 外伝
全1巻。最大トーナメントの翌日、プロレス界の2大巨頭であったマウント斗羽とアントニオ猪狩が長年の決着をつけるため、東京ドームのリングで戦いを繰り広げる。この時点で各々のモデルとなった2人は片や逝去、片や引退の形でリングから姿を消し、現実世界での直接対決は無くなっていた夢の対決といえる。最大トーナメント編での刃牙対猪狩戦でも提示された「プロレス」というテーマが大きくかかわっている。

### 第2部 バキ
全31巻。3つの編から成る。
第1部に比べ、「恋愛」や「性」の要素が濃厚である。2004年には「週刊少年チャンピオン バトル増刊 バトリズム」に読み切り『範馬勇次郎誕生』を掲載。『範馬刃牙』2巻に収録された。新装版13巻から17巻には、最凶死刑囚のその後を描いた描き下ろし短編『REVENGE TOKYO』が収録されている。
最凶死刑囚編
第1部に登場した地下闘技場戦士と、シンクロニシティで脱獄した5名の死刑囚たちとの戦い。「武器の使用以外すべてを認める」のルールの下で闘ってきた第1部からさらに発展させ、武器の使用をも認め、ステージや人数など戦い方も限定しない完全ノールールの戦いが描かれた。「敗北とは何か」が全編にわたる主題となり、敗北を知ることを志したことから、逆に自分の欲することを手に入れること＝勝利を一度もつかむことが出来なくなっていたドリアンの敗北と、その後の救急車のシーンは、作者入魂の場面だという。
中国大擂台賽（ちゅうごくだいらいたいさい）編
中国武術界最強の「海皇」を決める大会を舞台とした物語。烈海王が範馬刃牙の解毒治療のために中国へ連れて行き、大会に出場させる。真相は毒手を持つ敵と対戦して毒を裏返すという荒業の治療法だった。全編にわたって「武力対暴力」をさらに様々な戦いを通して多角的に追求され、最終戦の郭海皇対勇次郎戦で、武の極致は死にありといった結論を導き出した。
神の子激突編
マホメド・アライJr.を中心とした種々の戦闘模様。以前より刃牙の彼女・梢江にアピールしていたアライJr.が、最強と最愛の2つを手に入れるために範馬刃牙に勝負を挑む。最終的には刃牙が圧勝し、勇次郎に挑戦状を叩き付ける展開となった。

#### バキ特別編SAGA
刃牙と梢江の初性交を描く。全1巻。『バキ』の中で発生したエピソードであるが、濃厚な性的描写が大半を占めることから青年誌『ヤングチャンピオン』に掲載された。「性」と「戦い」との近似性などのテーマが描かれている。
単行本はヤングチャンピオンコミックスのレーベルで発売されたが、背表紙が少年チャンピオン・コミックスレーベル風のデザインになっている。

### 第3部 範馬刃牙
全37巻。4つの編から成る。
最終章である「地上最強の親子喧嘩編」で刃牙と勇次郎の因縁に決着が付く。また『週刊少年チャンピオン』にて『範馬刃牙』の連載を中断して描かれた『ピクル』が収録された外伝も発行されている。
実戦シャドーファイティング編
第3部の序章にあたる。超規格外の巨大象を仕留めた父・勇次郎に対し、全盛期のヘビー級ボクシングチャンピオン・アイアンマイケルや体重100kgの昆虫（カマキリ）などの幻影と戦い修練を積む刃牙の姿が描かれる。
超絶!!監獄バトル編
ミスターアンチェインこと、ビスケット・オリバと立ち会うために、アリゾナ州立刑務所（ブラックペンタゴン）に入所した刃牙。だがその前に二代目アンチェインを称する「ミスター2（セカン）」ことジュン・ゲバルとオリバとの戦いが予定されていた。ゲバルを打ち倒し、怪物ぶりを発揮したオリバと刃牙の死闘が数日後に開始され、刃牙は圧倒されるも鬼の貌を出し、真っ向からのノーガードの打ち合いでオリバを押し切り勝利した。
野人戦争（ピクル・ウォーズ）編
1億9000万年の眠りから覚めた未知の原人であり、T-レックスを捕食していたという“史”上最強の生物・ピクル。
その彼がストライダムの提案により来日。烈海王、愚地克巳、ジャック・ハンマー、刃牙がピクルと闘う。
強者達の闘い編
アメリカに渡った烈海王のボクシング修行と、刃牙と柴千春との闘いが同時進行的に描かれる。
地上最強の親子喧嘩編
刃牙と勇次郎の最終決戦。
刃牙は父・勇次郎との闘いは、あくまで一般的な家庭にある普通の親子喧嘩でしかないと主張し、闘技場などでの試合は望まなかった。刃牙は勇次郎に招待された食事の場で、小さな口喧嘩から死力を尽くす大きな闘争に発展する。最後は互いに認め合う形で親子の闘いは終結した。

#### 範馬刃牙10.5巻外伝ピクル
1億9000万年前の地層（岩塩層）から、塩漬けのティラノサウルスと共に、それと闘う人類の男が発見される。科学者達は、彼をピクル（塩漬け）と命名し、蘇生を試みる。しかし、復活したピクルは想像を絶する戦闘能力を有していた。
この巻は野人戦争編へのブリッジストーリーとなっている。詳細はピクルの項を参照のこと。

### 第4部 刃牙道
第3部の終章にて刃牙と勇次郎の親子喧嘩が行われいったん完結した後に、続編として始まった。全22巻。
『週刊少年チャンピオン』2014年16号から2018年19号まで連載された。2014年16号では一挙4話、102ページに渡って掲載し、続く17号と18号も各号に2話掲載された。2024年3月31日、第3部「範馬刃牙」に続きアニメ化されることが発表された。
連載開始に先立って、2014年2月13日発売の『週刊少年チャンピオン』11号で続編タイトルの発表が行われ、著者対談、ファン芸能人対談が掲載された。また、これまでの『グラップラー刃牙』『グラップラー刃牙外伝』『バキ』『バキ特別編SAGA』『範馬刃牙』『範馬刃牙10.5巻外伝ピクル』の電子書籍版が同年3月18日0時00分00秒から同年3月19日23時59分59秒までの48時間、無料試し読みができるキャンペーンが開催された。
前3作とは異なりストーリーの区切りはなく、一貫してクローン技術と降霊術で蘇った宮本武蔵と現代の格闘家たちとの闘いを描く。最終話はシリーズ第5部の予告となっている。
刃牙道のあらすじ
地上最強の親子喧嘩から数か月後。名だたる格闘家たちを耐え難い退屈が襲っていた。それは地上最強の倅となった刃牙も例外ではなかったが、ある晩、どんなに試合や過酷なトレーニングを行っても止まらなかったあくびが急に収まった。何か予感めいたものを感じる刃牙。その予感は正しく、同時刻には東京スカイツリーの地下で宮本武蔵が現代に復活したのである。
徳川光成は、武蔵のために、地下闘技場での武器使用を解禁する。いち早く危険を察した本部は警告を発するも、烈海王が武蔵に挑み斬殺される。本部は現代格闘家たちを守護り、武蔵との試合を実現させる。試合では本部が勝利したものの、武蔵にしてみれば練習試合程度でしかなかった。現代には武蔵の居場所はなく、警察の愚行に振り回されたあげく、人殺し扱いされ孤立する。刃牙と武蔵が試合を行い、最終的に武蔵の魂は寒子によって成仏する。

### 第5部 バキ道
『週刊少年チャンピオン』2018年45号から2023年29号まで連載。相撲をテーマとしている。同誌2022年48号にはアントニオ猪木を追悼する企画として「バキ道外伝 やっぱり猪狩完至は永遠だよネ！」の読み切りを掲載。
バキ道のあらすじ
古代の日本で野見宿禰と当麻蹴速がとった相撲は半ば神話として記録に残されている。
時は流れて現代。元横綱金竜山と出雲の二代目宿禰は、角界の堕落を嘆いていた。二人は光成のもとで手を結び、刃牙と二代目宿禰を含む地下闘士たちと、大相撲現役力士たちとの団体戦が幕を開ける。その試合で大相撲に完勝した宿禰は、そのままオーガを呼び出そうとするも、まるで相手にされず惨敗する。また、あのジャック範馬も研鑽を積み「道」を完成させていた。宿禰とジャックの試合はジャックの勝利で決着する。敗北を知った宿禰は、10秒に全力を籠めると宣言し、刃牙との試合が組まれる。刃牙は宿禰の本気をいなして完勝する。再びジャックに焦点が当てられ、ジャックとピクルの再邂逅で幕を閉じる。

### 第6部 刃牙らへん
『週刊少年チャンピオン』2023年39号から連載。
刃牙らへんのあらすじ
噛道を立ち上げたジャック範馬が地下闘技場で戦う。

### スピンオフ作品
バキ外伝 疵面 -スカーフェイス-
山内雪奈生による外伝。花山薫を主人公としたスピンオフ作品。本編で語られることのないヤクザとしての花山の姿が描かれている。本編との時間軸は不明だが、第12撃「息子」以降、花山の頬にスペックから受けた傷跡（銃弾を口に入れられ、爆発させられた痕）がある。
『チャンピオンRED』2005年3月号にて連載開始。しかし休載気味の状況が続き、『チャンピオンRED』2008年4月号にて、ストーリーが途中のまま連載終了と発表された。その後2008年の『週刊少年チャンピオン』36+37合併号にて番外編が掲載。その同年秋ごろの連載再開も発表されたが延期され、2009年6号と7号に再び番外編が掲載、引き続き『週刊少年チャンピオン』7号から本編が再開された。しかし、2009年15号（3月発売）にて、第二部完の告知がされ連載が中断。作画の山内雪奈生は「先週の続きは、まだ考えています。いくつか描きためるつもり。す…すいません」とコメントしている。2009年秋に連載再開とのアオリがあったが、同年は2009年4+5号（12月24日発売）と2010年21+22号（4月22日発売）に読み切りの番外編が掲載されたのみであった。2014年『週刊少年チャンピオン』45号（10月9日発売）で再開が告知され、『別冊少年チャンピオン』にて同年11月号から連載開始し、2015年12月号を最後に休載。2018年の『週刊少年チャンピオン』20号（4月12日発売）にて連載再開。
単行本がチャンピオンREDコミックスとして7巻まで刊行されている。
バキ外伝 創面（バキがいでん きずづら）
『別冊少年チャンピオン』創刊号（2012年7月号）から2013年9月号まで連載された外伝。作画担当は山内雪奈生。二話目より原作協力として「いたがきぐみ」のチーフアシスタント浦秀光が参加。倉鷲高校の1年生に編入してきた花山薫の高校生活を描いている。
単行本は少年チャンピオン・コミックス エクストラから全3巻が刊行されている。
バキ外伝 拳刃（バキがいでん けんじん）
『チャンピオンRED』2013年8月号より連載の外伝。原作・構成は板垣恵介、原作協力は浦秀光、作画担当は宮谷拳豪。愚地独歩の若かりし日の戦いが描かれている。掲載誌の違い（『チャンピオンRED』は2011年以降、青年誌の路線をとっている）もあり、対戦相手に人体欠損の破壊を加えるなどの残虐描写がある。
単行本がチャンピオンREDコミックスとして1巻まで刊行されている。
バキどもえ
バキを題材にしたギャグ漫画。全3巻。作者はさいとうなおき（『週刊少年チャンピオン THE WEB』・『週刊少年チャンピオン』掲載時は齋藤直葵名義）、キャラクター原案はいたがきけいすけ。当初はWEBサイト『週刊少年チャンピオン THE WEB』に連載されていたが、13話まで掲載された時点で同サイトが終了。14話以降は『週刊少年チャンピオン』誌上で不定期連載された後、『別冊少年チャンピオン』に移籍し、2013年9月号から2014年11月号まで連載された。
バキ外伝 GaiA
ガイアを主人公とした外伝。作画担当は富沢ひとし。『週刊少年チャンピオン』2009年04+05号、2009年35号に掲載された。1話掲載誌巻末の作者コメントでは「本編、近日登場予定」となっていたが、その後掲載されたのは前述の2話のみである。
ゆうえんち 〜バキ外伝〜
『週刊少年チャンピオン』2018年25号から2021年48号まで連載された小説。全168回。原案は板垣恵介、小説は夢枕獏、挿絵は藤田勇利亜。夢枕獏の別作品である『獅子の門』の久我重明や『餓狼伝』の磯村露風なども登場する。藤田が作画を担当するコミカライズが『漫画 ゆうえんち-バキ外伝-』のタイトルで、同誌2022年16号より月1回のペースで連載。
バキ外伝 烈海王は異世界転生しても一向にかまわんッッ

『月刊少年チャンピオン』2020年12月号より連載。烈海王を主人公とした外伝漫画。原案は板垣恵介、原作は猪原蔡、漫画は陸井栄史。第4部『刃牙道』にて宮本武蔵に敗れて死んだ烈海王が、異世界に転生するところから始まる。板垣恵介非公認という体裁をとっている。
バキ外伝 ガイアとシコルスキー〜ときどきノムラ 二人だけど三人暮らし〜
『月刊少年チャンピオン』2022年11月号より連載。ガイアとシコルスキーをメインに描いた外伝漫画。原案は板垣恵介、漫画は林たかあき。
バキ外伝 花のチハル
尾松知和による外伝。柴千春を主人公としたスピンオフ作品。『チャンピオンRED』にて、2023年4月号から連載中。

#### スペシャルトリビュート
刃牙D区
『週刊少年チャンピオン』2016年43号に掲載された、グラップラー刃牙25周年を記念しての寄稿短編。単行本未収録。
作者は『嘘喰い』の迫稔雄で、両作品のコラボレーションである。愚地克巳とジャック・ハンマーの試合で花山薫と範馬勇次郎が賭けを行い、『嘘喰い』の夜行妃古壱が立会う。
刃牙×テラフォーマーズ

## シリーズ30周年プロジェクト
2021年9月にシリーズ30周年を迎えることを記念して、様々なプロジェクトが始動。同年12月23日から投票企画「刃牙最強シーン決定戦」が行われ、それと同時に「『刃牙』最強シーン決定戦!! SPECIAL MOVIE」がYouTubeにて公開された。「シリーズの歴史を駆け巡る映像」といった内容の動画では、メタルコアバンドのCrossfaithとラッパーのralphがコラボレートした楽曲「Gimme Danger」が使用されている。
2022年1月13日発売の『週刊少年チャンピオン』7号では、30周年記念企画の一環として、本作の登場人物をイメージした装いのえなことのコラボグラビアを掲載。
同年3月5日から4月17日まで東京ドームシティGallery AaMoにて、展覧会「連載30周年記念 地上最強刃牙展ッ！ in東京ドームシティ」を開催。同イベントは本作のテーマである「『強さ』とは何か？『地上最強』とは何か？」を追うといった内容で、クラウドファンディング支援も行われ、3月19日には作者の板垣によるトークイベントも行われる。イベントの開催を記念し、東京ドームホテル、東京ドームシティアトラクションズ、東京ドームシティ内のHOT DOG STANDと紅虎餃子房ラクーア店にてコラボレーションを実施。
同年9月、本プロジェクトのクライマックス企画として、板垣の「我が青春の習志野第一空挺団」シリーズの第3弾作品「210日900m/m以上？」の読み切りを『週刊少年チャンピオン』40号と41号に掲載。

## 書誌情報

### グラップラー刃牙
- 板垣恵介『グラップラー刃牙』 秋田書店〈少年チャンピオン・コミックス〉、全43巻
  1. 1992年2月21日発売[25]、ISBN 4-253-05309-2
  2. 1992年4月20日発売[26]、ISBN 4-253-05310-6
  3. 1992年6月25日発売[27]、ISBN 4-253-05311-4
  4. 1992年8月7日発売[28]、ISBN 4-253-05312-2
  5. 1992年11月16日発売[29]、ISBN 4-253-05313-0
  6. 1993年1月8日発売[30]、ISBN 4-253-05314-9
  7. 1993年3月26日発売[31]、ISBN 4-253-05315-7
  8. 1993年5月21日発売[32]、ISBN 4-253-05316-5
  9. 1993年7月16日発売[33]、ISBN 4-253-05317-3
  10. 1993年9月10日発売[34]、ISBN 4-253-05318-1
  11. 1993年12月1日発売[35]、ISBN 4-253-05319-X
  12. 1994年2月3日発売[36]、ISBN 4-253-05320-3
  13. 1994年4月22日発売[37]、ISBN 4-253-05321-1
  14. 1994年6月17日発売[38]、ISBN 4-253-05322-X
  15. 1994年9月9日発売[39]、ISBN 4-253-05323-8
  16. 1994年11月18日発売[40]、ISBN 4-253-05324-6
  17. 1995年2月1日発売[41]、ISBN 4-253-05325-4
  18. 1995年4月27日発売[42]、ISBN 4-253-05326-2
  19. 1995年7月6日発売[43]、ISBN 4-253-05327-0
  20. 1995年9月14日発売[44]、ISBN 4-253-05355-6
  21. 1995年11月10日発売[45]、ISBN 4-253-05356-4
  22. 1996年2月23日発売[46]、ISBN 4-253-05357-2
  23. 1996年4月5日発売[47]、ISBN 4-253-05358-0
  24. 1996年6月14日発売[48]、ISBN 4-253-05359-9
  25. 1996年8月1日発売[49]、ISBN 4-253-05360-2
  26. 1996年10月4日発売[50]、ISBN 4-253-05361-0
  27. 1996年12月6日発売[51]、ISBN 4-253-05362-9
  28. 1997年2月7日発売[52]、ISBN 4-253-05601-6
  29. 1997年4月18日発売[53]、ISBN 4-253-05602-4
  30. 1997年6月12日発売[54]、ISBN 4-253-05603-2
  31. 1997年8月1日発売[55]、ISBN 4-253-05604-0
  32. 1997年10月9日発売[56]、ISBN 4-253-05605-9
  33. 1997年12月5日発売[57]、ISBN 4-253-05606-7
  34. 1998年2月27日発売[58]、ISBN 4-253-05607-5
  35. 1998年5月29日発売[59]、ISBN 4-253-05608-3
  36. 1998年7月10日発売[60]、ISBN 4-253-05609-1
  37. 1998年9月18日発売[61]、ISBN 4-253-05610-5
  38. 1998年12月4日発売[62]、ISBN 4-253-05611-3
  39. 1999年2月26日発売[63]、ISBN 4-253-05612-1
  40. 1999年4月16日発売[64]、ISBN 4-253-05613-X
  41. 1999年7月22日発売[65]、ISBN 4-253-05614-8
  42. 1999年9月16日発売[66]、ISBN 4-253-05615-6
  43. 外伝、1999年11月11日発売[67]、ISBN 4-253-05616-4
    - 秋田トップコミックス版、ISBN 4-253-24008-9
- 板垣恵介『グラップラー刃牙』 秋田書店〈秋田トップコミックスWIDE〉、全15巻
  1. 「地下闘技場編 (1)」2003年9月発行、ISBN 4-253-18890-7
  2. 「地下闘技場編 (2)」2003年9月発行、ISBN 4-253-18891-5
  3. 「地下闘技場編 (3)」2003年10月発行、ISBN 4-253-18892-3
  4. 「幼年編 (1)」2003年12月発行、ISBN 4-253-18893-1
  5. 「幼年編 (2)」2003年12月発行、ISBN 4-253-18894-X
  6. 「幼年編 (3)」2004年1月発行、ISBN 4-253-18895-8
  7. 「幼年編 (4)」2004年1月発行、ISBN 4-253-18896-6
  8. 「最大トーナメント編 (1)」2004年8月発行、ISBN 4-253-18966-0
  9. 「最大トーナメント編 (2)」2004年8月発行、ISBN 4-253-18967-9
  10. 「最大トーナメント編 (3)」2004年9月発行、ISBN 4-253-18968-7
  11. 「最大トーナメント編 (4)」2004年9月発行、ISBN 4-253-18969-5
  12. 「最大トーナメント編 (5)」2004年10月発行、ISBN 4-253-18970-9
  13. 「最大トーナメント編 (6)」2004年10月発行、ISBN 4-253-18989-X
  14. 「最大トーナメント編 (7)」2004年11月発行、ISBN 4-253-18990-3
  15. 「最大トーナメント編 (8)」2004年11月30日初版発行、ISBN 4-253-18991-1
- 板垣恵介『グラップラー刃牙 完全版』 秋田書店〈少年チャンピオン・コミックス〉、全24巻
  1. 2007年12月7日発売[68]、ISBN 978-4-253-21351-6
  2. 2007年12月7日発売[69]、ISBN 978-4-253-21352-3
  3. 2008年1月8日発売[70]、ISBN 978-4-253-21353-0
  4. 2008年1月8日発売[71]、ISBN 978-4-253-21354-7
  5. 2008年2月8日発売[72]、ISBN 978-4-253-21355-4
  6. 2008年2月8日発売[73]、ISBN 978-4-253-21356-1
  7. 2008年3月7日発売[74]、ISBN 978-4-253-21357-8
  8. 2008年3月7日発売[75]、ISBN 978-4-253-21358-5
  9. 2008年4月8日発売[76]、ISBN 978-4-253-21359-2
  10. 2008年4月8日発売[77]、ISBN 978-4-253-21360-8
  11. 2008年5月8日発売[78]、ISBN 978-4-253-21361-5
  12. 2008年5月8日発売[79]、ISBN 978-4-253-21362-2
  13. 2008年6月6日発売[80]、ISBN 978-4-253-21363-9
  14. 2008年6月6日発売[81]、ISBN 978-4-253-21364-6
  15. 2008年7月8日発売[82]、ISBN 978-4-253-21365-3
  16. 2008年7月8日発売[83]、ISBN 978-4-253-21366-0
  17. 2008年8月8日発売[84]、ISBN 978-4-253-21367-7
  18. 2008年8月8日発売[85]、ISBN 978-4-253-21368-4
  19. 2008年9月8日発売[86]、ISBN 978-4-253-21369-1
  20. 2008年9月8日発売[87]、ISBN 978-4-253-21370-7
  21. 2008年10月8日発売[88]、ISBN 978-4-253-21371-4
  22. 2008年10月8日発売[89]、ISBN 978-4-253-21372-1
  23. 2008年11月7日発売[90]、ISBN 978-4-253-21373-8
  24. 2008年11月7日発売[91]、ISBN 978-4-253-21374-5

### バキ
- 板垣恵介『バキ』 秋田書店〈少年チャンピオン・コミックス〉、全31巻
  1. 2000年1月13日発売[92]、ISBN 4-253-05617-2
  2. 2000年4月13日発売[93]、ISBN 4-253-05618-0
  3. 2000年6月8日発売[94]、ISBN 4-253-05619-9
  4. 2000年8月10日発売[95]、ISBN 4-253-05620-2
  5. 2000年10月12日発売[96]、ISBN 4-253-05621-0
  6. 2000年12月21日発売[97]、ISBN 4-253-05622-9
  7. 2001年3月15日発売[98]、ISBN 4-253-05623-7
  8. 2001年5月10日発売[99]、ISBN 4-253-05624-5
  9. 2001年7月26日発売[100]、ISBN 4-253-20029-X
  10. 2001年9月27日発売[101]、ISBN 4-253-20030-3
  11. 2001年12月13日発売[102]、ISBN 4-253-20031-1
  12. 2002年2月28日発売[103]、ISBN 4-253-20032-X
  13. 2002年5月15日発売[104]、ISBN 4-253-20033-8
  14. 2002年8月29日発売[105]、ISBN 4-253-20034-6
  15. 2002年11月28日発売[106]、ISBN 4-253-20035-4
  16. 2003年2月27日発売[107]、ISBN 4-253-20036-2
  17. 2003年3月31日発売[108]、ISBN 4-253-20037-0
  18. 2003年6月26日発売[109]、ISBN 4-253-20038-9
  19. 2003年8月28日発売[110]、ISBN 4-253-20039-7
  20. 2003年11月13日発売[111]、ISBN 4-253-20040-0
  21. 2004年2月26日発売[112]、ISBN 4-253-20041-9
  22. 2004年5月20日発売[113]、ISBN 4-253-20042-7
  23. 2004年8月26日発売[114]、ISBN 4-253-20043-5
  24. 2004年11月25日発売[115]、ISBN 4-253-20044-3
  25. 2005年2月8日発売[116]、ISBN 4-253-20045-1
  26. 2005年4月8日発売[117]、ISBN 4-253-20046-X
  27. 2005年7月8日発売[118]、ISBN 4-253-20977-7
  28. 2005年9月8日発売[119]、ISBN 4-253-20978-5
  29. 2005年11月8日発売[120]、ISBN 4-253-20979-3
  30. 2006年2月8日発売[121]、ISBN 4-253-20980-7
  31. 2006年3月8日発売[122]、ISBN 4-253-20981-5
- 板垣恵介『バキ特別編 SAGA』 秋田書店〈ヤングチャンピオン・コミックス〉、2002年11月28日発売[123]、ISBN 978-4-253-14516-9
- 板垣恵介『バキ』 秋田書店〈秋田トップコミックスWIDE〉、全12巻
  1. 「最凶死刑囚編 (1)」2006年12月30日初版発行、ISBN 4-253-24238-3
  2. 「最凶死刑囚編 (2)」2007年1月30日初版発行、ISBN 978-4-253-24239-4
  3. 「最凶死刑囚編 (3)」2007年2月25日初版発行、ISBN 978-4-253-24240-0
  4. 「最凶死刑囚編 (4)」ISBN 978-4-253-24241-7
  5. 「最凶死刑囚編 (5)」ISBN 978-4-253-24242-4
  6. 「最凶死刑囚編 (6)」ISBN 978-4-253-24243-1
  7. 「最凶死刑囚編 (7)」ISBN 978-4-253-24244-8
  8. 「中国大擂台賽編 (1)」ISBN 978-4-253-24321-6
  9. 「中国大擂台賽編 (2)」ISBN 978-4-253-24322-3
  10. 「中国大擂台賽編 (3)」ISBN 978-4-253-24323-0
  11. 「神の子激突編 (1)」ISBN 978-4-253-24324-7
  12. 「神の子激突編 (2)」ISBN 978-4-253-24325-4
- 板垣恵介『バキ 完全版』 秋田書店〈少年チャンピオン・コミックス〉、全17巻
  1. 2012年10月5日発売、ISBN 978-4-253-21872-6
  2. 2012年10月5日発売、ISBN 978-4-253-21873-3
  3. 2012年11月8日発売、ISBN 978-4-253-21874-0
  4. 2012年11月8日発売、ISBN 978-4-253-21875-7
  5. 2012年12月7日発売、ISBN 978-4-253-21876-4
  6. 2012年12月7日発売、ISBN 978-4-253-21877-1
  7. 2013年1月8日発売、ISBN 978-4-253-21878-8
  8. 2013年1月8日発売、ISBN 978-4-253-21879-5
  9. 2013年2月8日発売、ISBN 978-4-253-21880-1
  10. 2013年2月8日発売、ISBN 978-4-253-21881-8
  11. 2013年3月8日発売、ISBN 978-4-253-21882-5
  12. 2013年3月8日発売、ISBN 978-4-253-21883-2
  13. 2013年4月8日発売、ISBN 978-4-253-21884-9
  14. 2013年4月8日発売、ISBN 978-4-253-21885-6
  15. 2013年5月8日発売、ISBN 978-4-253-21886-3
  16. 2013年5月8日発売、ISBN 978-4-253-21887-0
  17. 2013年6月7日発売、ISBN 978-4-253-21888-7
- 板垣恵介『新装版 バキ』 秋田書店〈少年チャンピオン・コミックス エクストラ〉、全18巻
  1. 2018年4月6日発売[124]、ISBN 978-4-253-25321-5
  2. 2018年4月6日発売[125]、ISBN 978-4-253-25322-2
  3. 2018年5月8日発売[126]、ISBN 978-4-253-25323-9
  4. 2018年5月8日発売[127]、ISBN 978-4-253-25324-6
  5. 2018年6月8日発売[128]、ISBN 978-4-253-25325-3
  6. 2018年6月8日発売[129]、ISBN 978-4-253-25326-0
  7. 2018年7月6日発売[130]、ISBN 978-4-253-25327-7
  8. 2018年7月6日発売[131]、ISBN 978-4-253-25328-4
  9. 2018年8月8日発売[132]、ISBN 978-4-253-25329-1
  10. 2018年8月8日発売[133]、ISBN 978-4-253-25330-7
  11. 2018年9月7日発売[134]、ISBN 978-4-253-25331-4
  12. 2018年9月7日発売[135]、ISBN 978-4-253-25332-1
  13. 2018年10月5日発売[136]、ISBN 978-4-253-25333-8
  14. 2018年10月5日発売[137]、ISBN 978-4-253-25334-5
  15. 2018年11月8日発売[138]、ISBN 978-4-253-25335-2
  16. 2018年11月8日発売[139]、ISBN 978-4-253-25336-9
  17. 2018年12月7日発売[140]、ISBN 978-4-253-25337-6
  18. 2018年12月7日発売[141]、ISBN 978-4-253-25338-3

### 範馬刃牙
- 板垣恵介『範馬刃牙』 秋田書店〈少年チャンピオン・コミックス〉、全37巻
  1. 2006年4月7日発売[142]、ISBN 4-253-20983-1
  2. 2006年4月7日発売[143]、ISBN 4-253-20984-X
  3. 2006年7月7日発売[144]、ISBN 4-253-20985-8
  4. 2006年10月6日発売[145]、ISBN 4-253-20986-6
  5. 2006年12月8日発売[146]、ISBN 4-253-20987-4
  6. 2007年2月8日発売[147]、ISBN 978-4-253-20988-5
  7. 2007年5月8日発売[148]、ISBN 978-4-253-20989-2
  8. 2007年7月6日発売[149]、ISBN 978-4-253-20990-8
  9. 2007年9月7日発売[150]、ISBN 978-4-253-20991-5
  10. 2007年11月8日発売[151]、ISBN 978-4-253-20992-2
  11. 2008年1月8日発売[152]、ISBN 978-4-253-20993-9
  12. 2008年4月8日発売[153]、ISBN 978-4-253-20994-6
  13. 2008年6月6日発売[154]、ISBN 978-4-253-20995-3
  14. 2008年8月8日発売[155]、ISBN 978-4-253-20996-0
  15. 2008年10月8日発売[156]、ISBN 978-4-253-20997-7
  16. 2008年12月8日発売[157]、ISBN 978-4-253-20998-4
  17. 2009年2月6日発売[158]、ISBN 978-4-253-20999-1
  18. 2009年5月8日発売[159]、ISBN 978-4-253-21000-3
  19. 2009年7月8日発売[160]、ISBN 978-4-253-21007-2
  20. 2009年10月8日発売[161]、ISBN 978-4-253-21008-9
  21. 2009年12月8日発売[162]、ISBN 978-4-253-21009-6
  22. 2010年2月8日発売[163]、ISBN 978-4-253-21010-2
  23. 2010年4月8日発売[164]、ISBN 978-4-253-21017-1
  24. 2010年6月8日発売[165]、ISBN 978-4-253-21018-8
  25. 2010年9月8日発売[166]、ISBN 978-4-253-21019-5
  26. 2010年11月8日発売[167]、ISBN 978-4-253-21020-1
  27. 2011年1月7日発売[168]、ISBN 978-4-253-21040-9
  28. 2011年4月7日発売[169]、ISBN 978-4-253-21103-1
  29. 2011年6月8日発売[170]、ISBN 978-4-253-21104-8
  30. 2011年8月8日発売[171]、ISBN 978-4-253-21105-5
  31. 2011年10月7日発売[172]、ISBN 978-4-253-21106-2
  32. 2011年12月8日発売[173]、ISBN 978-4-253-21107-9
  33. 2012年2月8日発売[174]、ISBN 978-4-253-21108-6
  34. 2012年5月8日発売[175]、ISBN 978-4-253-21109-3
  35. 2012年7月6日発売[176]、ISBN 978-4-253-21110-9
  36. 2012年9月7日発売[177]、ISBN 978-4-253-21116-1
  37. 2012年10月5日発売[178]、ISBN 978-4-253-21117-8
- 『範馬刃牙10.5 外伝ピクル』、2008年1月8日発売[179]、ISBN 978-4-253-20982-3
- 板垣恵介『範馬刃牙』 秋田書店〈秋田トップコミックスWIDE〉、全5巻
  1. 「実戦シャドーファイティング編」ISBN 978-4-253-24326-1
  2. 「超絶!!監獄バトル編 (1)」ISBN 978-4-253-24327-8
  3. 「超絶!!監獄バトル編 (2)」ISBN 978-4-253-24328-5
  4. 「超絶!!監獄バトル編 (3)」ISBN 978-4-253-24329-2
  5. 「超絶!!監獄バトル編 (4)」ISBN 978-4-253-24330-8
- 板垣恵介『新装版 範馬刃牙』 秋田書店〈少年チャンピオン・コミックス エクストラ〉、全21巻
  1. 2021年11月8日発売[180]、ISBN 978-4-253-29261-0
  2. 2021年11月8日発売[181]、ISBN 978-4-253-29262-7
  3. 2021年12月8日発売[182]、ISBN 978-4-253-29263-4
  4. 2021年12月8日発売[183]、ISBN 978-4-253-29264-1
  5. 2022年1月7日発売[184]、ISBN 978-4-253-29265-8
  6. 2022年1月7日発売[185]、ISBN 978-4-253-29266-5
  7. 2022年2月8日発売[186]、ISBN 978-4-253-29267-2
  8. 2022年2月8日発売[187]、ISBN 978-4-253-29268-9
  9. 2022年3月8日発売[188]、ISBN 978-4-253-29269-6
  10. 2022年3月8日発売[189]、ISBN 978-4-253-29270-2
  11. 2022年4月7日発売[190]、ISBN 978-4-253-29271-9
  12. 2022年4月7日発売[191]、ISBN 978-4-253-29272-6
  13. 2022年5月6日発売[192]、ISBN 978-4-253-29273-3
  14. 2022年5月6日発売[193]、ISBN 978-4-253-29274-0
  15. 2022年6月8日発売[194]、ISBN 978-4-253-29275-7
  16. 2022年6月8日発売[195]、ISBN 978-4-253-29276-4
  17. 2022年7月7日発売[196]、ISBN 978-4-253-29277-1
  18. 2022年7月7日発売[197]、ISBN 978-4-253-29278-8
  19. 2022年8月8日発売[198]、ISBN 978-4-253-29279-5
  20. 2022年8月8日発売[199]、ISBN 978-4-253-29280-1
  21. 2022年9月8日発売[200]、ISBN 978-4-253-29281-8

### 刃牙道
- 板垣恵介『刃牙道』 秋田書店〈少年チャンピオン・コミックス〉、全22巻
  1. 2014年5月8日発売[201]、ISBN 978-4-253-22341-6
  2. 2014年8月8日発売[202]、ISBN 978-4-253-22342-3
  3. 2014年11月7日発売[203]、ISBN 978-4-253-22343-0
  4. 2015年1月8日発売[204]、ISBN 978-4-253-22344-7
  5. 2015年3月6日発売[205]、ISBN 978-4-253-22345-4
  6. 2015年6月8日発売[206]、ISBN 978-4-253-22346-1
  7. 2015年8月7日発売[207]、ISBN 978-4-253-22347-8
  8. 2015年10月8日発売[208]、ISBN 978-4-253-22348-5
  9. 2016年1月8日発売[209]、ISBN 978-4-253-22349-2
  10. 2016年3月8日発売[210]、ISBN 978-4-253-22350-8
  11. 2016年5月6日発売[211]、ISBN 978-4-253-22351-5
  12. 2016年7月8日発売[212]、ISBN 978-4-253-22352-2
  13. 2016年9月8日発売[213]、ISBN 978-4-253-22353-9
  14. 2016年12月6日発売[214]、ISBN 978-4-253-22354-6
    - オリジナルアニメDVD付限定版、ISBN 978-4-253-18193-8

  15. 2017年1月6日発売[215]、ISBN 978-4-253-22355-3
  16. 2017年4月7日発売[216]、ISBN 978-4-253-22356-0
  17. 2017年6月8日発売[217]、ISBN 978-4-253-22357-7
  18. 2017年9月7日発売[218]、ISBN 978-4-253-22358-4
  19. 2017年11月8日発売[219]、ISBN 978-4-253-22359-1
  20. 2018年2月8日発売[220]、ISBN 978-4-253-22360-7
  21. 2018年4月6日発売[221]、ISBN 978-4-253-22361-4
  22. 2018年6月8日発売[222]、ISBN 978-4-253-22362-1

### バキ道
- 板垣恵介『バキ道』 秋田書店〈少年チャンピオン・コミックス〉、全17巻
  1. 2019年3月8日発売[223]、ISBN 978-4-253-22363-8
  2. 2019年3月8日発売[224]、ISBN 978-4-253-22364-5
  3. 2019年7月8日発売[225]、ISBN 978-4-253-22365-2
  4. 2019年11月8日発売[226]、ISBN 978-4-253-22366-9
  5. 2020年3月6日発売[227]、ISBN 978-4-253-22367-6
  6. 2020年7月8日発売[228]、ISBN 978-4-253-22368-3
  7. 2020年10月8日発売[229]、ISBN 978-4-253-22369-0
  8. 2021年1月8日発売[230]、ISBN 978-4-253-22370-6
  9. 2021年5月7日発売[231]、ISBN 978-4-253-22375-1
  10. 2021年7月8日発売[232]、ISBN 978-4-253-22399-7
  11. 2021年10月8日発売[233]、ISBN 978-4-253-22400-0
  12. 2022年1月7日発売[234]、ISBN 978-4-253-28122-5
  13. 2022年5月6日発売[235]、ISBN 978-4-253-28123-2
  14. 2022年9月6日発売[236]、ISBN 978-4-253-28124-9
  15. 2023年2月8日発売[237]、ISBN 978-4-253-28125-6
  16. 2023年5月8日発売[238]、ISBN 978-4-253-28126-3
  17. 2023年9月7日発売[239]、ISBN 978-4-253-28127-0

### 刃牙らへん
- 板垣恵介『刃牙らへん』 秋田書店〈少年チャンピオン・コミックス〉、既刊4巻（2025年4月8日現在）
  1. 2024年4月8日発売[240]、ISBN 978-4-253-28421-9
  2. 2024年8月7日発売[241]、ISBN 978-4-253-28422-6
  3. 2024年12月6日発売[242]、ISBN 978-4-253-28423-3
  4. 2025年4月8日発売[243]、ISBN 978-4-253-28424-0

### バキ外伝 疵面-スカーフェイス-
- 板垣恵介（原作）・山内雪奈生（作画）『バキ外伝 疵面-スカーフェイス-』 秋田書店〈チャンピオンREDコミックス〉、既刊8巻（2019年2月8日現在）
  1. 2005年8月20日発売[244]、ISBN 4-253-23171-3
  2. 2006年3月8日発売[245]、ISBN 4-253-23172-1
  3. 2006年11月20日発売[246]、ISBN 4-253-23173-X
  4. 2007年10月19日発売[247]、ISBN 978-4-253-23174-9
  5. 2009年5月8日発売[248]、ISBN 978-4-253-23175-6
  6. 2015年6月8日発売[249]、ISBN 978-4-253-23781-9
  7. 2016年2月8日発売[250]、ISBN 978-4-253-23782-6
  8. 2019年2月8日発売[251]、ISBN 978-4-253-23783-3

### バキ外伝 創面-きずづら-
- 板垣恵介（原作）・山内雪奈生（作画）『バキ外伝 創面-きずづら-』 秋田書店〈少年チャンピオン・コミックス エクストラ〉、全3巻
  1. 2013年1月8日発売[252]、ISBN 978-4-253-13261-9
  2. 2013年6月7日発売[253]、ISBN 978-4-253-13262-6
  3. 2014年1月8日発売[254]、ISBN 978-4-253-13263-3

### バキ外伝 拳刃
- 板垣恵介（原作）・宮谷拳豪（作画）『バキ外伝 拳刃』 秋田書店〈チャンピオンREDコミックス〉、既刊1巻（2014年1月8日現在）
  1. 2014年1月8日発売[255]、ISBN 978-4-253-23621-8

### バキどもえ
- 板垣恵介（原作）・さいとうなおき（作画）『バキどもえ』 秋田書店〈少年チャンピオン・コミックス〉、全3巻
  1. 2013年2月8日発売[256]、ISBN 978-4-253-22056-9
  2. 2013年10月8日発売[257]、ISBN 978-4-253-22057-6
  3. 2015年1月8日発売[258]、ISBN 978-4-253-22058-3

### ゆうえんち 〜バキ外伝〜
『週刊少年チャンピオン』2018年25号（2018年5月17日発売）から2021年48号（2021年10月30日発売）まで、小説:夢枕獏、挿絵:藤田勇利亜で小説が連載された。
『週刊少年チャンピオン』2022年16号（2022年3月17日発売）からは藤田勇利亜作画による漫画版が連載されている。
- 板垣恵介（原案）、夢枕獏（小説）、藤田勇利亜（作画）『ゆうえんち 〜バキ外伝〜』 秋田書店〈少年チャンピオン・ノベルズ〉、全5巻
  1. 2020年10月8日発売[261]、ISBN 978-4-253-10761-7
  2. 2021年1月8日発売[262]、ISBN 978-4-253-10762-4
  3. 2021年5月7日発売[263]、ISBN 978-4-253-10763-1
  4. 2021年11月8日発売[264]、ISBN 978-4-253-10944-4
  5. 2022年2月8日発売[265]、ISBN 978-4-253-10945-1
- 板垣恵介（原案）、夢枕獏（小説）、藤田勇利亜（作画）『ゆうえんち 〜バキ外伝〜』 秋田書店〈少年チャンピオン・コミックス〉、既刊8巻（2025年8月7日現在）
  1. 2022年9月8日発売[266]、ISBN 978-4-253-29195-8
  2. 2023年2月8日発売[267]、ISBN 978-4-253-29196-5
  3. 2023年7月6日発売[268]、ISBN 978-4-253-29197-2
  4. 2023年12月7日発売[269]、ISBN 978-4-253-29198-9
  5. 2024年5月8日発売[270]、ISBN 978-4-253-29199-6
  6. 2024年10月8日発売[271]、ISBN 978-4-253-29200-9
  7. 2025年3月7日発売[272]、ISBN 978-4-253-29541-3
  8. 2025年8月7日発売[273]、ISBN 978-4-253-29542-0

### バキ外伝 烈海王は異世界転生しても一向にかまわんッッ
- 原作：猪原賽、原案：板垣恵介、漫画：陸井栄史『バキ外伝 烈海王は異世界転生しても一向にかまわんッッ』秋田書店〈少年チャンピオンコミックス〉、既刊14巻（2025年6月6日現在）
  1. 2021年5月15日発行（5月7日発売[274][275]）、ISBN 978-4-253-29211-5
  2. 2021年6月15日発行（6月8日発売[276]）、ISBN 978-4-253-29212-2
  3. 2021年10月15日発行（10月8日発売[277]）、ISBN 978-4-253-29213-9
  4. 2022年3月15日発行（3月8日発売[278]）、ISBN 978-4-253-29214-6
  5. 2022年6月15日発行（6月8日発売[279]）、ISBN 978-4-253-29215-3
  6. 2022年11月15日発行（11月8日発売[280]）、ISBN 978-4-253-29216-0
  7. 2023年3月15日発行（3月8日発売[281]）、ISBN 978-4-253-29217-7
  8. 2023年6月15日発行（6月8日発売[282]）、ISBN 978-4-253-29218-4
  9. 2023年11月15日発行（11月8日発売[283]）、ISBN 978-4-253-29219-1
  10. 2024年3月15日発行（3月7日発売[284]）、ISBN 978-4-253-29220-7
  11. 2024年6月15日発行（6月7日発売[285]）、ISBN 978-4-253-29244-3
  12. 2024年11月15日発行（11月8日発売[286]）、ISBN 978-4-253-29245-0
  13. 2025年3月15日発行（3月7日発売[287]）、ISBN 978-4-253-29246-7
  14. 2025年6月6日発売[288]、ISBN 978-4-253-29247-4

### バキ外伝 ガイアとシコルスキー〜ときどきノムラ 二人だけど三人暮らし〜
- 板垣恵介（原案）、林たかあき（漫画）『バキ外伝 ガイアとシコルスキー〜ときどきノムラ 二人だけど三人暮らし〜』 秋田書店〈少年チャンピオン・コミックス〉、既刊8巻（2025年6月6日現在）
  1. 2023年3月8日発売[289]、ISBN 978-4-253-29416-4
  2. 2023年6月8日発売[290]、ISBN 978-4-253-29417-1
  3. 2023年11月8日発売[291]、ISBN 978-4-253-29418-8
  4. 2024年3月7日発売[292]、ISBN 978-4-253-29419-5
  5. 2024年6月7日発売[293]、ISBN 978-4-253-29420-1
  6. 2024年11月8日発売[294]、ISBN 978-4-253-29421-8
  7. 2025年3月7日発売[295]、ISBN 978-4-253-29422-5
  8. 2025年6月6日発売[296]、ISBN 978-4-253-29423-2

### バキ外伝 花のチハル
- 板垣恵介（原作）、尾松知和（漫画）『バキ外伝 花のチハル』 秋田書店〈チャンピオンREDコミックス〉、既刊3巻（2024年11月20日現在）
  1. 2023年11月8日発売[297]、ISBN 978-4-253-32261-4
  2. 2024年4月18日発売[298]、ISBN 978-4-253-32262-1
  3. 2024年11月20日発売[299]、ISBN 978-4-253-32263-8

## OVA版
1994年に東映ビデオより、東映VANIMEレーベルのOVAとしてリリース。全1巻。原作から神心会空手トーナメントでの末堂戦、地下闘技場での鎬昂昇戦をピックアップして構成されている。全編約45分の限られた長さの中、カットされたキャラクター、エピソードも少なくないが、連載初期の絵柄や持ち味を表現している。声の特別出演として、当時の格闘界の寵児佐竹雅昭、刃牙のモデルとなった平直行、作者の板垣恵介を起用。

### スタッフ（OVA）
- 原作 - 板垣恵介（秋田書店刊）
- 監督・絵コンテ・演出 - 浅田裕二
- 脚本 - 荒木芳久
- キャラクターデザイン・作画監督 - 馬越嘉彦
- 色彩設定 - 成田賢二
- 美術監督 - 長尾仁
- 撮影監督 - 森口洋輔
- 音響監督 - 小松亘弘
- 音響効果 - 横山正和
- 音楽 - 斉藤高弘
- プロデューサー - 瀬戸恒雄、安田千秋
- 製作 - ナック
- 販売元 - 東映ビデオ

### 主題歌（OVA）
「刃牙のテーマ」
水谷保による主題歌。作詞・作曲は村上淳。

### キャスト
- 範馬刃牙 - 山口勝平
- 愚地独歩 - 飯塚昭三
- 鎬昴昇 - 塩沢兼人
- 末堂厚 - 戸谷公次
- 徳川光成 - 龍田直樹
- 加藤清澄 - 田中和実
- 松本梢江 - 冬馬由美
- 松本絹代 - 高木早苗
- リングアナ - 平野正人
- 久隅公平 - 中尾みち雄
- 龍金剛 - 川津泰彦
- 付人 - 松丸卓也
- 護衛 - 田中一成
- 武闘家 - 石川英郎
- ナレーション - 島田敏

特別出演
- 師範 - 佐竹雅昭
- 審判 - 平直行
- 選手A - 板垣恵介

## テレビアニメ

### 第1作『グラップラー刃牙』
2001年1月9日から12月25日まで、テレビ東京ほかにて深夜アニメとして放送された。原作とは違い、幼年編→地下闘技場編→最大トーナメント編と時間軸の順番でストーリーが展開する。第25話よりタイトルが『グラップラー刃牙 -最大トーナメント編-』に変更され、主題歌・スタッフの一部が変更された。
アニメ版の製作・著作権は株式会社フリーウィルが保有しているが、現在は新規のソフト販売や動画配信などはしていない。DVDについては以前CCREという会社からリリースされていたが2010年に破産。現在は企業消滅状態にあることも要因にある模様。

#### スタッフ
- 原作 - 板垣恵介
- 監督 - 難波日登志（第1話 - 第24話）、谷田部勝義（第25話 - 第48話）
- シリーズ構成 - 冨岡淳広
- キャラクターデザイン・総作画監督 - 東出太（第1話 - 第24話）、伊藤尚往（第25話 - 第48話）
- 美術監督 - 明石聖子
- 色彩設計 - 斎藤裕子（第1話 - 第24話）、長谷川一美（第25話 - 第48話）
- デジタル撮影監督 - 館信一郎
- 編集 - 古川雅士
- 音響監督 - 高橋秀雄
- 音楽 - Project BAKI
- スーパーバイザー - 金子政路（第1話 - 第24話）、寺沢久紀・勝又淳（第25話 - 第48話）
- プロデューサー - 大倉宏俊
- アニメーションプロデューサー - 川人憲治郎
- アニメーション制作 - グループ・タック
- 製作 - フリーウィル

#### 主題歌
すべて作詞・作曲はProject BAKI、歌は青柳涼子が担当。
「哀 believe」
第1・2クールのオープニングテーマ。アニメのテロップでは「believe」ではなく「belive」と誤ったスペルで表記されている。
「all alone」
第3・4クールのオープニングテーマ。
「Reborn」
第1・2クールのエンディングテーマ。
「loved...」
第3・4クールのエンディングテーマ。

#### 各話リスト
| 話数               | サブタイトル         | 脚本                                           | 絵コンテ   | 演出              | 作画監督   |
| 幼年編             | 幼年編               | 幼年編                                         | 幼年編     | 幼年編            | 幼年編     |
| ------------------ | -------------------- | ---------------------------------------------- | ---------- | ----------------- | ---------- |
| 1                  | 宿命への胎動         | 冨岡淳広                                       | 難波日登志 | 増井壮一          | 東出太     |
| 2                  | 蠢く者たち           | 冨岡淳広                                       |            | 木宮茂            | 原田峰文   |
| 3                  | 夜叉岩の魔獣         | 十川誠志                                       | 横山広行   | 斉藤浩信          |            |
| 4                  | 牙と絆               | 植田浩二                                       | 日巻裕二   | 下司泰弘          | 佐藤雅将   |
| 5                  | 戦士の心             | 高橋ナツコ                                     |            | 岩崎太郎          | 佐々木敦子 |
| 6                  | 侠客立ち             | 冨岡淳広                                       | 吉川浩司   | 中井準            |            |
| 7                  | 握撃！               | 植田浩二                                       | 阿部雅司   | 中島弘明          | 服部憲知   |
| 8                  | 鬼                   | 冨岡淳広                                       |            | 木宮茂            | 原田峰文   |
| 9                  | 訣別                 | 高橋ナツコ                                     | 横山広行   | 栗井重紀          |            |
| 10                 | 戦場                 | 十川誠志                                       | 東海林真一 | 下司泰弘          | 佐藤雅将   |
| 11                 | ガイア               | 志茂文彦                                       |            | 岩崎太郎          | 佐々木敦子 |
| 12                 | 噛み跡               | 高橋ナツコ                                     | 吉川浩司   | 中井準            |            |
| 13                 | 挑む！               | 植田浩二                                       | 木宮茂     | 原田峰文          |            |
| 14                 | 夢を見たあと         | 志茂文彦                                       | 難波日登志 | 中島弘明          | 服部憲知   |
| 15                 | 彼奴                 | 冨岡淳広 十川誠志 植田浩二 高橋ナツコ 志茂文彦 | 難波日登志 | 山里亜希          | 東出太     |
| 地下闘技場編       |                      |                                                |            |                   |            |
| 16                 | 聖地への道           | 十川誠志                                       |            | 横山広行          | 栗井重紀   |
| 17                 | 集結                 | 冨岡淳広                                       | 日巻裕二   | 佐藤雅将          |            |
| 18                 | 紐切り               | 志茂文彦                                       | 岩崎太郎   | 佐々木敦子        |            |
| 19                 | 対戦者               | 植田浩二                                       | 吉川浩司   | 中井準            |            |
| 20                 | 名誉ある敗北         | 十川誠志                                       | 伊藤尚往   | 中島弘明          | 服部憲知   |
| 21                 | 殺傷本能             | 高橋ナツコ                                     |            | 木宮茂            | 原田峰文   |
| 22                 | 両雄激突！           | 冨岡淳広                                       | 下司泰弘   | 板垣伸            | 栗井重紀   |
| 23                 | 武神、死神           | 十川誠志                                       |            | 日巻裕二          | 佐藤雅将   |
| 24                 | 悪魔の報酬           | 志茂文彦                                       | 岩崎太郎   | 佐々木敦子        |            |
| 最大トーナメント編 |                      |                                                |            |                   |            |
| 25                 | 開始！               | 谷田部勝義                                     | 谷田部勝義 | 吉川浩司          | 服部憲知   |
| 26                 | 超A級リザーバー      | あべけん                                       | 吉川浩司   | 楠田悟            | 崔景石     |
| 27                 | ファイナルターゲット | 田中哲生                                       |            | 木宮茂            | 原田峰文   |
| 28                 | オーガ降臨           | 鈴木達也                                       | 板垣伸     | 粟井重紀          |            |
| 29                 | ヤツと闘る権利       | 山田靖智                                       | 中島弘明   | 久行宏和          |            |
| 30                 | 達人                 | 山田靖智                                       | 岩崎太郎   | 宗崎暢芳          |            |
| 31                 | 超えるべき者         | 鈴木達也                                       | 吉川浩司   | 佐藤雅将          |            |
| 32                 | 負けられぬ理由       | あべけん                                       | 上條修     | 藤本義孝          | 崔景石     |
| 33                 | 武人対侠客           | 田中哲生                                       |            | 木宮茂            | 原田峰文   |
| 34                 | ファイティングキッズ | 鈴木達也                                       | 板垣伸     | 粟井重紀          |            |
| 35                 | 牙                   | あべけん                                       | 中島弘明   | 久行宏和          |            |
| 36                 | 究極！ 愚地流        | 田中哲生                                       | 岩崎太郎   | 宗崎暢芳          |            |
| 37                 | 揃い踏み             | 山田靖智                                       | 吉川浩司   | 井上哲            |            |
| 38                 | プロレス勝負!        | あべけん                                       | 上條修     | 上野史博          | 崔慶碩     |
| 39                 | 悲運！ 音速拳        | 田中哲生                                       |            | 木宮茂            | 原田峰文   |
| 40                 | 明日を捨てた男       | 鈴木達也                                       | 板垣伸     | 粟井重紀 大木賢一 |            |
| 41                 | 独歩、舞う！         | 山田靖智                                       | 中島弘明   | 佐藤雅将          |            |
| 42                 | 継ぐ者               | あべけん                                       | 谷田部勝義 | 木宮茂            | 宗崎暢芳   |
| 43                 | 達人VS怪物           | 鈴木達也                                       |            | 吉川浩司          | 久行宏和   |
| 44                 | 決勝                 | 田中哲生                                       | 谷田部勝義 | 中島弘明          | 李炫姃     |
| 45                 | シークレットウォー   | 田中哲生                                       | 上條修     | 上野史博          | 崔慶碩     |
| 46                 | 進化する天才         | 山田靖智                                       |            | 木宮茂            | 原田峰文   |
| 47                 | 決着                 | 山田靖智                                       | 中島弘明   | 佐藤雅将          |            |
| 48 （未放送）      | 邂逅                 | あべけん                                       | 木宮茂     | 原田峰文          |            |

| テレビ東京 火曜1:45 - 2:15（月曜深夜）枠 | テレビ東京 火曜1:45 - 2:15（月曜深夜）枠                                        | テレビ東京 火曜1:45 - 2:15（月曜深夜）枠 |
| 前番組                                   | 番組名                                                                          | 次番組                                   |
| ---------------------------------------- | ------------------------------------------------------------------------------- | ---------------------------------------- |
| さくら湯                                 | グラップラー刃牙 ↓ グラップラー刃牙 -最大トーナメント編- 【本番組のみアニメ枠】 | 裸のシェフ                               |

### 第2作『バキ』
「刃牙」シリーズ25周年記念および第2部のアニメ化作品として放送開始。ナレーションは古谷徹が担当。
第1期は2018年7月から12月にかけてTOKYO MXほかにて放送され、第2部の「最凶死刑囚編」を中心とする内容が描かれた。Netflixでは無修正版（セルソフトでは「放送コードぶっちぎり版」と呼称）を配信、TOKYO MXなど地上波で放送する際には一部の表現を放送コードに配慮し黒塗りした「規制版」となっている。
第2期は2020年6月4日よりNetflixで全話一挙配信された後、同年7月から9月までテレビ放送された。第2部の「中国大擂台賽編」および「神の子激突編」が映像化された。

#### スタッフ（バキ）
- 原作 - 板垣恵介[301]
- 監督 - 平野俊貴[301]
- シリーズ構成 - 浦畑達彦[301]
- キャラクターデザイン - 鈴木藤雄[301]、石川晋吾（2期より）
- 美術設定・美術監督 - 河野次郎、大石ノリコ[300]（1期）、西山正紀（2期美術監督）
- 色彩設計 - 宮脇裕美[300]
- 撮影監督 - 野口龍生[300]
- 編集 - 佐野由里子[300]
- 音響監督 - 浦上靖之、浦上慶子[300]
- 音響効果 - 庄司雅弘（フィズサウンドクリエイション）
- 音響制作 - AUDIO PLANNING U
- 音楽 - 藤澤健至[300]
- チーフプロデューサー - 小島哲
- プロデューサー - 綿引圭、横井佑来
- アニメーション制作 - TMS/だぶるいーぐる[300]
- 製作 - バキ製作委員会[300]（1期）、バキッッ製作委員会（2期）

#### 主題歌（バキ）

##### オープニングテーマ
「BEASTFUL」
GRANRODEOによる第1期第1クールオープニングテーマ。作詞は谷山紀章、作曲・編曲は飯塚昌明。
「The Gong of Knockout」
Fear, and Loathing in Las Vegas作詞・作曲・歌による第1期第2クールオープニングテーマ。
「情熱は覚えている」
GRANRODEOによる第2期オープニングテーマ。

##### エンディングテーマ
「RESOLVE」
田所あずさによる第1期第1クールエンディングテーマ。作詞は唐沢美帆、作曲・編曲は神田ジョン。
「BEAUTIFUL BEAST」
DEVIL NO IDによる第1期第2クールエンディングテーマ。作詞はY.O.G.とKEN THE 390、作曲はTAKESHI UEDA。
「DEAD STROKE」
藤田恵名による第2期エンディングテーマ。

#### 各話リスト（バキ）
| 話数   | サブタイトル        | 脚本     | 絵コンテ     | 演出              | 作画監督                                                                                   | 総作画監督                     |
| 第1期  | 第1期               | 第1期    | 第1期        | 第1期             | 第1期                                                                                      | 第1期                          |
| ------ | ------------------- | -------- | ------------ | ----------------- | ------------------------------------------------------------------------------------------ | ------------------------------ |
| 第1話  | シンクロニシティ    | 平野俊貴 | 平野俊貴     | 齋藤啓也          | 高鉾誠                                                                                     | 高鉾誠 鈴木藤雄                |
| 第2話  | 黒格闘技            | 平野俊貴 | 平野俊貴     | 齋藤啓也          | Joo hyunwoo、Lee Seokyoon                                                                  | 鈴木藤雄                       |
| 第3話  | 来た！来た!!来た!!! | 浦畑達彦 | 奥村よしあき | Alan Smithee      | Zang youshick                                                                              | 藤﨑賢二                       |
| 第4話  | 死闘開始!!          | 浦畑達彦 | 内藤明吾     | 古賀一臣          | Joo hyunwoo、Lee Seokyoon                                                                  | 藤﨑賢二                       |
| 第5話  | まだやるかい        | 浦畑達彦 | 平野俊貴     | 松川朋弘          | 高鉾誠、坂上怜司                                                                           | 高鉾誠                         |
| 第6話  | 片平巡査の報告書    | 浦畑達彦 | 佐藤真人     | 黒田幸生          | AN TAEKUN                                                                                  | 藤﨑賢二                       |
| 第7話  | 最強タッグ          | 山田健一 | 中村謙一郎   | 小野田雄亮        | ふくだのりゆき                                                                             | ふくだのりゆき                 |
| 第8話  | 試合と本番          | 犬飼和彦 | 奥村よしあき | 宮原秀二          | 高鉾誠、南伸一郎                                                                           | 高鉾誠                         |
| 第9話  | 神心会激震!!        | 砂山蔵澄 | 中村謙一郎   | 黒田幸生          | 南伸一郎、ZANG YOUSHICK                                                                    | 藤﨑賢二 高鉾誠 ふくだのりゆき |
| 第10話 | 空中決戦            | 浦畑達彦 | 齊藤啓也     | 齊藤啓也          | 坂上怜司                                                                                   | 藤﨑賢二                       |
| 第11話 | 虎殺し              | 山田健一 | サトウシンジ | 藤本義孝          | Min Hyeon Suk                                                                              | 高鉾誠                         |
| 第12話 | キャンディ          | 犬飼和彦 | 佐野隆史     | 松川朋弘          | ふくだのりゆき、次橋有紀                                                                   | 藤﨑賢二 ふくだのりゆき        |
| 第13話 | ミスターオリバ      | 砂山蔵澄 | 中村謙一郎   | 小野田雄亮        | 石堂伸晴                                                                                   | 高鉾誠                         |
| 第14話 | 許されぬ自由        | 浦畑達彦 | 松川朋弘     | 粟井重紀          | 大西陽一、南伸一郎 菅井嘉浩、森田実                                                        | 藤﨑賢二                       |
| 第15話 | 超筋力              | 山田健一 | 中村謙一郎   | 黒田幸生          | ふくだのりゆき、大川美穂子 尾島千鶴、斉藤和也                                              | ふくだのりゆき                 |
| 第16話 | 斬撃                | 犬飼和彦 | サトウシンジ | 藤本義孝          | Zang youshick                                                                              | 藤﨑賢二                       |
| 第17話 | 親父ッ!!            | 砂山蔵澄 | 平野俊貴     | 齊藤啓也          | 坂本ひろみ                                                                                 | 高鉾誠                         |
| 第18話 | アリガトウ          | 浦畑達彦 | 齊藤啓也     | 齊藤啓也          | 三浦雅子、高橋成之 新谷憲                                                                  | 藤﨑賢二                       |
| 第19話 | 認めるかい？        | 山田健一 | 松川朋弘     | 土屋康郎          | 石川晋吾                                                                                   | 石川晋吾                       |
| 第20話 | SAGA                | 犬飼和彦 | 平野俊貴     | 松川朋弘          | 小美野雅彦、福田周平                                                                       | -                              |
| 第21話 | 制裁                | 砂山蔵澄 | 奥村よしあき | 黒田幸生          | 三浦雅子、次橋有紀 ふくだのりゆき、坂上怜司                                                | 高鉾誠                         |
| 第22話 | 超雄対決！          | 浦畑達彦 | 齋藤啓也     | 小野田雄亮        | 石堂伸晴                                                                                   | 藤﨑賢二                       |
| 第23話 | 本当の攻撃          | 山田健一 | 佐野隆史     | 鍋島修            | 宮西多麻子、村谷貴志 小美戸幸代、次橋有紀                                                  | 高鉾誠                         |
| 第24話 | 敗北                | 犬飼和彦 | 齊藤啓也     | 佐々木純人        | 大西陽一、南伸一郎 服部益実、尾島ちづる Larc                                               | 藤﨑賢二                       |
| 第25話 | 神と鬼              | 砂山蔵澄 | 田頭しのぶ   | 土屋康郎          | 高鉾誠                                                                                     | 高鉾誠                         |
| 第26話 | 大擂台賽            | 浦畑達彦 | 平野俊貴     | 齊藤啓也          | ふくだのりゆき、坂上怜司 次橋有紀、三浦雅子                                                | 藤﨑賢二 鈴木藤雄              |
| 第2期  |                     |          |              |                   |                                                                                            |                                |
| 第1話  | 開幕！大擂台賽      | 浦畑達彦 | 平野俊貴     | 齊藤啓也          | 藤﨑賢二                                                                                   | 藤﨑賢二                       |
| 第2話  | 裏返り              | 浦畑達彦 | 平野俊貴     | 齊藤啓也          | 石川晋吾                                                                                   | 石川晋吾                       |
| 第3話  | 復活ッッ!!          | 山田健一 | 齊藤啓也     | 土屋康郎          | ふくだのりゆき                                                                             | -                              |
| 第4話  | チーム結成！        | 浦畑達彦 | サトウシンジ | 小野田雄亮        | 石堂伸晴                                                                                   | 藤﨑賢二                       |
| 第5話  | ハンドポケット      | 山田健一 | 齊藤啓也     | 齊藤啓也          | 坂上怜司                                                                                   | -                              |
| 第6話  | スバラシイッッ      | 砂山蔵澄 | 博多正寿     | 博多正寿          | 青木真理子、粟井重紀 鎌田均、金正男 寺井佳史、服部憲知 平山円、三沢聖矢 水野辰哉、八木元喜 | 藤﨑賢二                       |
| 第7話  | 海皇                | 浦畑達彦 | 齊藤啓也     | おゆなむ 森友宏樹 | Kwon Yong sang、Pank Sanho なつのはむと                                                    | 藤﨑賢二                       |
| 第8話  | 最強の称号          | 山田健一 | 齊藤啓也     | 齊藤啓也          | 石川晋吾、三浦雅子 ふくだのりゆき                                                          | 石川晋吾                       |
| 第9話  | 達人VSボクサー      | 砂山蔵澄 | 博多正寿     | 小野田雄亮        | 石堂伸晴                                                                                   | 藤﨑賢二                       |
| 第10話 | stand and fight     | 浦畑達彦 | 齊藤啓也     | 土屋康郎          | 坂上怜司                                                                                   | -                              |
| 第11話 | 覚醒                | 山田健一 | 博多正寿     | 博多正寿          | 大野勉、ふくだのりゆき                                                                     | -                              |
| 第12話 | 完成                | 砂山蔵澄 | 平野俊貴     | 齊藤啓也          | 坂本ひろみ、高鉾誠                                                                         | 石川晋吾                       |
| 第13話 | REVENGE TOKYO       | 浦畑達彦 | 平野俊貴     | 齊藤啓也          | 藤﨑賢二、三浦雅子 次橋有紀                                                                | 藤﨑賢二                       |

#### 放送局・配信（バキ）
| 放送期間                | 放送時間                     | 放送局       | 対象地域 | 備考 |
| ----------------------- | ---------------------------- | ------------ | -------- | ---- |
| 2018年7月2日 - 12月24日 | 月曜 0:30 - 1:00（日曜深夜） | TOKYO MX     | 東京都   |      |
|                         | 月曜 1:00 - 1:30（日曜深夜） | サンテレビ   | 兵庫県   |      |
| 2018年7月3日 - 12月25日 | 火曜 3:00 - 3:30（月曜深夜） | TVQ九州放送  | 福岡県   |      |
| 2018年7月4日 - 12月26日 | 水曜 2:05 - 2:35（火曜深夜） | テレビ愛知   | 愛知県   |      |
|                         |                              | KBS京都      | 京都府   |      |
| 2018年7月8日 - 12月30日 | 日曜 2:35 - 3:05（土曜深夜） | 北海道テレビ | 北海道   |      |

| 放送期間                | 放送時間                     | 放送局       | 対象地域 | 備考 |
| ----------------------- | ---------------------------- | ------------ | -------- | ---- |
| 2020年7月7日 - 9月29日  | 火曜 0:30 - 1:00（月曜深夜） | TOKYO MX     | 東京都   |      |
|                         |                              | サンテレビ   | 兵庫県   |      |
|                         |                              | KBS京都      | 京都府   |      |
|                         | 火曜 1:20 - 1:50（月曜深夜） | 北海道テレビ | 北海道   |      |
|                         | 火曜 2:05 - 2:35（月曜深夜） | テレビ愛知   | 愛知県   |      |
| 2020年7月10日 - 10月2日 | 金曜 3:00 - 3:30（木曜深夜） | TVQ九州放送  | 福岡県   |      |

インターネットではNETFLIXにて最速独占配信される。
- 第1期は、日本国内では同年6月25日より先行配信を開始[312][302]。同年の秋からは全世界向けに配信された。2019年7月からはNetflix以外の主要配信サービスでも1期が開始されている（複数話を1パックまたは2パック化したレンタル配信形式。サイトによって「TV版」「無修正版」を両方あるいは片方のみかの違いあり）。

第2期は2020年6月4日より全話一挙配信された。（2021年現在は1期同様、幾つかの主要配信サービスでも配信中）

#### BD
| 巻         | 発売日         | 収録話           | 規格品番    |
| ---------- | -------------- | ---------------- | ----------- |
| 1          | 2018年11月16日 | 第1話 - 第13話   | FXXA-900001 |
| 2          | 2019年2月27日  | 第14話 - 第26話  | FXXA-900002 |
| 大擂台賽編 | 2020年10月28日 | 大擂台賽編全13話 | DMPXA-144   |

### 第3作『範馬刃牙』
Netflixオリジナルアニメシリーズとして第1期は2021年9月30日より全世界独占配信された。その後、テレビ放送が発表された。
第3部のアニメ化であり、「実戦シャドーファイティング編」から「超絶!!監獄バトル編」までが映像化された。
2022年3月には第2期の制作が決定した。2023年7月26日、第2期の前編「外伝ピクル＋野人戦争編」の配信が開始された。8月24日からは後編の「地上最強の親子喧嘩編」が配信開始された。その後、「外伝ピクル＋野人戦争編」が10月1日からTOKYO MXほかにて放送される事が発表された。

#### スタッフ（範馬刃牙）
- 原作 - 板垣恵介[316]
- 監督 - 平野俊貴[316]
- シリーズ構成 - 浦畑達彦[316]
- キャラクターデザイン - 石川晋吾[316]
- 美術監督 - 𠮷原俊一郎[316]
- 美術設定 - 青木薫
- 色彩設計 - 宮脇裕美[316]
- 撮影監督 - 野口龍生[316]
- 編集 - 佐野由里子[316]
- 音響監督 - 浦上靖之、浦上慶子[316]
- 音響効果 - 庄司雅弘（フィズサウンドクリエイション）
- 音響制作 - AUDIO PLANNING U
- 音楽 - 藤澤健至[316]
- チーフプロデューサー - 綿引圭
- プロデューサー - 横井佑来、三浦陽児
- アニメーション制作 - トムス・エンタテインメント[316]
- 製作 - 範馬刃牙製作委員会[316]

#### 音楽（範馬刃牙）
第1期
「Treasure Pleasure」
GRANRODEOによるオープニングテーマ。作詞は谷山紀章、作曲・編曲は飯塚昌明。
「Unchained World」
GENERATIONS from EXILE TRIBEによるエンディングテーマ。作詞はTAKANORI、ALLY、作曲・編曲はTomoLow、Daisuke Nakamura。
第2期「外伝ピクル＋野人戦争編」
「The Beast」
和楽器バンドによオープニングテーマ。
「WILDER」
UPSTART（花村想太・ヒカル）によるエンディングテーマ。
第2期「地上最強の親子喧嘩編」
「Sarracenia」
SKY-HIによオープニングテーマ。
「Salvia」
BE:FIRSTによるエンディングテーマ。

#### 各話リスト（範馬刃牙）
| 話数   | サブタイトル       | 脚本         | 絵コンテ   | 演出           | 作画監督                                    | 総作画監督        |
| 第1期  | 第1期              | 第1期        | 第1期      | 第1期          | 第1期                                       | 第1期             |
| ------ | ------------------ | ------------ | ---------- | -------------- | ------------------------------------------- | ----------------- |
| 第1話  | 世界一の高校生     | 浦畑達彦     | 齊藤啓也   | 齊藤啓也       | 藤﨑賢二                                    | 石川晋吾          |
| 第2話  | 異“種”格闘技       | 浦畑達彦     | 博多正寿   | 博多正寿       | -                                           | 高鉾誠            |
| 第3話  | 監獄と地獄         | 浦畑達彦     | 齊藤啓也   | 島村大輔       | 佐々木舞、YANG LEI YU JIAN、LI QING GE HUAN | 石川晋吾 藤﨑賢二 |
| 第4話  | 2                  | 山田健一     | 田頭しのぶ | 小野田雄亮     | ふくだのりゆき                              | -                 |
| 第5話  | 恐怖の三つ子       | 浦畑達彦     | 博多正寿   | 古賀一臣       | 三浦雅子                                    | 藤﨑賢二          |
| 第6話  | 海の賊             | 山田健一     | 齊藤啓也   | 齊藤啓也       | 高鉾誠                                      | -                 |
| 第7話  | 超雄と超雄         | 浦畑達彦     | 田頭しのぶ | まついひとゆき | 高橋成之                                    | 石川晋吾          |
| 第8話  | ジルベルトスタイル | イシノアツオ | 博多正寿   | 島村大輔       | 三浦雅子、次橋有紀                          | 藤﨑賢二          |
| 第9話  | 決着の刻           | 山田健一     | 齊藤啓也   | 小野田雄亮     | 松川哲也                                    | ふくだのりゆき    |
| 第10話 | 笑えねぇのかい!?   | 浦畑達彦     | 博多正寿   | 齊藤啓也       | 松川哲也、三浦雅子                          | 藤﨑賢二          |
| 第11話 | 刑務官は語る       | イシノアツオ | 齊藤啓也   | まついひとゆき | -                                           | 高鉾誠            |
| 第12話 | 筋肉の向こう側     | 浦畑達彦     | 平野俊貴   | 齊藤啓也       | 石川晋吾                                    | -                 |

#### 放送局・配信（範馬刃牙）
今シリーズよりBS無料局でも地上波との同時期放送が開始された。
| 放送期間        | 放送時間                     | 放送局       | 対象地域 | 備考                |
| --------------- | ---------------------------- | ------------ | -------- | ------------------- |
| 2022年1月10日 - | 月曜 23:00 - 23:30           | TOKYO MX     | 東京都   |                     |
| 2022年1月11日 - | 火曜 0:30 - 1:00（月曜深夜） | サンテレビ   | 兵庫県   |                     |
|                 |                              | KBS京都      | 京都府   |                     |
|                 | 火曜 1:50 - 2:20（月曜深夜） | 北海道テレビ | 北海道   |                     |
|                 | 火曜 2:35 - 3:05（月曜深夜） | テレビ愛知   | 愛知県   |                     |
| 2022年1月12日 - | 水曜 3:05 - 3:35（火曜深夜） | TVQ九州放送  | 福岡県   |                     |
| 2022年1月14日 - | 金曜 1:00 - 1:30（木曜深夜） | BS11         | 日本全域 | BS放送 『ANIME+』枠 |

| 放送期間                      | 放送時間                     | 放送局       | 対象地域 | 備考                          |
| ----------------------------- | ---------------------------- | ------------ | -------- | ----------------------------- |
| 2023年10月1日 - 2024年3月31日 | 日曜 23:30 - 0:00            | TOKYO MX     | 東京都   |                               |
|                               |                              | サンテレビ   | 兵庫県   |                               |
|                               |                              | BS日テレ     | 日本全域 | BS放送 『アニメにむちゅ〜』枠 |
| 2023年10月3日 - 2024年4月2日  | 火曜 2:05 - 2:35（月曜深夜） | テレビ愛知   | 愛知県   |                               |
|                               | 火曜 2:25 - 2:55（月曜深夜） | 北海道テレビ | 北海道   | 『アニメな時間』枠            |
|                               | 火曜 3:00 - 3:30（月曜深夜） | TVQ九州放送  | 福岡県   |                               |
| 2023年10月5日 - 2024年4月5日  | 木曜 1:30 - 2:00（水曜深夜） | KBS京都      | 京都府   |                               |

インターネットでは『バキ』同様、Netflixにて2021年より最速独占配信。（冒頭記述を参照）

### 第4作『刃牙道』
2024年3月31日、西武新宿ペペ広場で開催されたアニメ『範馬刃牙』第2期最終回上映イベント『闘いの地・新宿で、親子喧嘩の結末を見届けろッッ「春の刃牙まつり！」』にて、シリーズ第4部『刃牙道』のアニメ化が発表された。制作はTVアニメ版第2作『バキ』および第3作『範馬刃牙』と同じくトムス・エンターテインメントが担当する予定。

## OAD版
2016年9月、テレビアニメ第2作目に先立つ形で製作が発表。同年12月6日に発刊される『刃牙道』14巻の特別限定版に、「オリジナルアニメーションディスク」（OAD）『バキ 最凶死刑囚編SP（スペシャル）アニメ』と題されたDVDが同梱された。

### スタッフ（OAD）
- 原作 - 板垣恵介
- 企画制作 - トムス・エンタテインメント
- アニメーション制作 - テレコム・アニメーションフィルム
- プロデューサー - 浄園祐
- 監督・キャラクターデザイン - 滝口禎一

## 劇場アニメ
『ケンガンアシュラ』とのクロスオーバー作品となる『範馬刃牙VSケンガンアシュラ』が2024年6月6日にNetflixにて公開された。ナレーションは古谷徹と立木文彦。

### スタッフ（劇場アニメ）
- 原作 - 板垣恵介、サンドロビッチ・ヤバ子、だろめおん[326]
- 監督 - 平野俊貴[326]
- 原案協力 - サンドロビッチ・ヤバ子[326]
- 脚本 - イシノアツオ[326]
- キャラクターデザイン - 高鉾誠、石川晋吾
- 絵コンテ - 平野俊貴、齊藤哲也、渡辺淳
- 演出 - 齊藤哲也
- 総作画監督・作画監督 - 高鉾誠
- 作画監督補佐 - 坂本ひろみ
- 色彩設計 - 宮脇裕美
- 美術監督 - 吉原俊一郎
- 撮影監督 - 野口龍生
- 編集 - 佐野由里子
- 音楽 - 藤澤健至、高梨康治
- 音響監督 - 浦上靖之
- エグゼクティブプロデューサー - 鈴木隆浩、松山英生、高橋知子、佐々木礼子
- チーフプロデューサー - 綿引圭
- プロデューサー - 鈴木禎、阿部知司、石黒達也
- アニメーションプロデューサー - 阿曽孝義
- 制作 - トムス・エンタテインメント[326]
- 製作 - 範馬刃牙製作委員会、拳願会2[326]

### 主題歌（劇場アニメ）
『Fly High』
新しい学校のリーダーズによるオープニングテーマ。
『Don't Stay』
Leadによるエンディングテーマ。

## Beeマンガ版
2012年3月20日に配信開始。漫画に音声や特殊効果を加えたムービーコミックがBeeTVマンガとdビデオ powered by BeeTVにて配信された。
主題歌はYELLOW FRIED CHICKENz「CIRCLE [.com]」。

## 関連書籍
- 『グラップラー刃牙 Fighting』2001年4月、ISBN 4-253-13260-X
- 『グラップラー刃牙 バキ最強烈伝公式パーフェクトプログラム』2000年11月、ISBN 4-471-36064-7
- 『刃牙30th THE ARTWORK OF BAKI』2024年12月6日発売[329]、ISBN 978-4-253-10143-1

## ゲーム作品
コンシューマーゲームソフト
- 「グラップラー刃牙 バキ最強列伝」（2000年10月12日、トミー、PlayStation 2）

携帯電話用ブラウザゲーム
- 「グラップラー刃牙for GREE」（2011年6月30日、スマホ対応2012年5月24日、Hot Pod、GREE、アイテム課金制）
- 「グラップラー刃牙for Mobage」（2011年10月14日、スマホ対応2011年12月9日、Hot Pod、Mobage、アイテム課金制）
- 「グラップラー刃牙for mixiｹﾞｰﾑ」（2012年1月24日、スマホ対応2012年8月31日、Hot Pod、mixi、アイテム課金制）
- 「刃牙 2!前田光世方式バトルッッ」（2012年8月13日、スマホ対応2012年7月13日、Hot Pod、Mobage、アイテム課金制）
- 「範馬刃牙-バキ-for Mobage」（2013年3月18日、スマホ対応2013年3月18日、Hot Pod・クリーク・アンド・リバー、Mobage、アイテム課金制）
- 「範馬刃牙-バキ-for GREE」（2013年4月12日、スマホ対応2013年4月12日、Hot Pod、GREE、アイテム課金制）
- 「範馬刃牙-バキ-for mobcast」（2013年8月29日、クリーク・アンド・リバー、mobcast、アイテム課金制）
- 「グラップラー刃牙 アルティメットチャンピオンシップ」（2017年8月9日（スマホのみ）、バンダイナムコエンターテインメント、App Store／Google Play、アイテム課金制）
- 「バキ KING OF SOULS」（2022年3月18日（スマホのみ）、GrandSoft、App Store／Google Play、アイテム課金制）

パソコン用ブラウザゲーム
- 「範馬刃牙-バキ-for Yahoo!モバゲー」（2013年10月7日、クリーク・アンド・リバー、Yahoo!モバゲー、アイテム課金制）
- 「タイピングラップラー刃牙」（2014年6月12日、クリーク・アンド・リバー、ニコニコアプリ、アイテム課金制）

## パチスロ
- パチスログラップラー刃牙〜最大トーナメント編〜（2014年3月2日、ニューギン）
- パチスロ グラップラー刃牙（2017年5月8日、七匠）[330]
- Lバキ 強くなりたくば喰らえ!!!（2022年11月21日、オリンピア）[331]

## パチンコ
- CRグラップラー刃牙 刃牙ver（2015年10月5日、ニューギン）
- CRグラップラー刃牙 オーガver（2015年10月5日、ニューギン）

### 使用楽曲
- WARRIOR
- super stomper | 10-FEET
- BURN | 10-FEET
- Black Rail | MY FIRST STORY
- Second Limit | MY FIRST STORY
- From me to you | Another Story
- Neverland | Another Story

## 舞台
『刃牙 THE GRAPPLER STAGE -地下闘技場編-』のタイトルで、2024年12月4日から18日まで、新宿FACEにて上演予定。

### スタッフ（舞台）
- 原作 - 板垣恵介[333]
- 脚本・演出 - 田中大祐[333]
- 殺陣・アクション - 奥住英明[333]
- 票券・宣伝 - カンフェティ[333]
- 制作 - ABC&SET[333]
- 企画 - katana[333]
- 協賛 - イサミ、フィルムメーカーズクラブ、カイセトレーディング、清月エンターテイメント、YASHIO GYM[333]
- 主催 - 刃牙 THE GRAPPLER STAGE 製作委員会[333]

## 関連商品
- 「フィギュア 強きを求めし者」メーカーサイト Spiderweb